# Kruszyna (Kobylnica)
Kruszyna (deutsch Krussen) ist ein Dorf in der Gemeinde Kobylnica im Powiat Słupski (Kreis Stolp) der polnischen Woiwodschaft Pommern.

## Geographische Lage
Kruszyna liegt in Hinterpommern, etwa 23 Kilometer südlich der Stadt Słupsk (Stolp) und 23 Kilometer östlich der Stadt Sławno (Schlawe).

## Geschichte
Krussen und Lüllemin wurden nach einem von Herzog Bogislaw X. im Jahr 1494 zu Wolgast gefällten Rechtsspruch der Stadt Stolp zuerkannt, weil die Stadt sich bereits seit dreißig Jahren im Besitz dieser beiden Güter befunden hatte. Das Dorf war in der Form eines kleinen Sackgassendorfs angelegt worden.
Um 1784 hatte Krussen acht Bauern, einen Kossäten, einen Schmied, einen Holzwärter, einen Schulmeister und insgesamt 16 Haushaltungen.
Im Jahr 1925 standen in Krussen 56 Wohngebäude. 1939 wurden 87 Haushaltungen und 319 Einwohner gezählt, und in der Gemeinde gab es 53 landwirtschaftliche Betriebe, einen Gasthof, eine Schmiede und eine Filiale einer Spar- und Darlehenskasse. 
Bis 1945 gehörte das Dorf Krussen zum Landkreis Stolp im Regierungsbezirk Köslin der Provinz Pommern. Die Gemeindefläche war 611 Hektar groß. In der Gemarkung Krussen gab es nur den einen Wohnort Krussen.
Gegen Ende des Zweiten Weltkriegs fanden Anfang März 1945 in der Region von Krussen Kämpfe statt, als sich die Rote Armee entlang der Chaussee Stolp näherte. Zuvor hatten die Dorfbewohner versucht, im Treck zu entkommen, doch der Treck wurde von sowjetischen Truppen überrollt, und sie mussten zurückkehren. Nur wenigen gelang die Flucht über Gotenhafen mit dem Schiff nach Dänemark. Im Frühjahr 1946 räumten die sowjetischen Soldaten das Dorf und es folgten Polen, die die Bauernhöfe übernahmen. Krussen wurde in Kruszyna umbenannt. Die deutschen Dorfbewohner wurden vertrieben.
Später wurden in der Bundesrepublik Deutschland 239 und in der DDR 121 Dorfbewohner aus Krussen ermittelt.

### Schule
Vor 1945 hatte Krussen eine einstufige Volksschule. Im Jahr 1932 unterrichtete dort ein einzelner Lehrer 54 Schulkinder.

### Kirche
Die vor 1945 in Krussen anwesenden Dorfbewohner waren evangelisch. Krussen gehörte zum Kirchspiel Quackenburg und damit zum Kirchenkreis Stolp-Stadt.